# Petra Korlaar
Petra Korlaar, rozená Vyhlídalová (* 9. července 1982 Kroměříž) je česká politička, kulturní manažerka a publicistka, od roku 2022 místostarostka města Mikulov, členka hnutí STAN.

## Život
Narodila se v roce 1982 v Kroměříži, po roce 1989 se však se svými rodiči a mladším bratrem přestěhovala do Francie, kde žila do roku 1997.  
Vystudovala Collège Alberto Giacometti v Paříži, Gymnázium Ladislava Jaroše v Holešově a v letech 2001 až 2006 dvouobor francouzský jazyk a literatura – estetika na Filozofické fakultě Masarykovy univerzity (získala titul Mgr.).
Už během studia na vysoké škole se živila jako česko-francouzská a francouzsko-česká tlumočnice. V letech 2006 až 2011 pak zastávala manažerské pozice v americké nadnárodní korporaci Xerox, a to v její pobočce ve Spojeném království v Londýně. Ve společnosti působila na různých pozicích (sales specialist, sales team leader, business enablement executive) a před odchodem na rodičovskou dovolenou vedla tým mezinárodního obchodu pro střední a východní Evropu.
V roce 2011 se vrátila do České republiky a usadila se v jihomoravském Mikulově. Zde řadu let pracovala v kulturní sféře a částečně působila i jako pedagog na místním gymnáziu. Několik let také spolupracovala s předními světovými médii na pokrývání témat dotýkajících se České republiky (např. kauza Vrbětice, kauza Skripal apod.). Konkrétně pracovala v roce 2011 jako manažerka ve Vinařství Sonberk, v letech 2012 až 2015 jako překladatelka a tlumočnice na volné noze a v letech 2016 až 2020 jako art manažerka v mikulovské Galerii Závodný. Mezi roky 2020 a 2022 byla živnostnicí v oblasti art managementu.
Dobrovolnicky se angažuje ve spolku Národy Podyjí (od roku 2019 mu dokonce předsedá), který se zaměřuje na propojování lidí různých kultur. Vstoupila i do okrašlovacího spolku, jenž se věnuje obnově původního rázu krajiny do stavu před druhou světovou válku, kdy ještě pole nebyla tak scelená.
Petra Korlaar žije v Mikulově na Břeclavsku. Je vdaná a se svým nizozemským manželem Nicem vychovává jednu dceru. K jejím zálibám patří kromě umění i dlouhé vycházky kamkoliv a kudykoliv, lyžování, jízda na koni a četba.

## Politické působení
V komunálních volbách v roce 2022 byla z pozice členky hnutí STAN a lídryně kandidátky zvolena zastupitelkou města Mikulov. V říjnu 2022 se navíc stala 2. místostarostkou města, ve své gesci má oblasti kultury a sportu, sociální politiku města a vzdělávání.
Ve volbách do Evropského parlamentu v červnu 2024 kandidovala jako členka hnutí STAN na 3. místě kandidátky koalice „Starostové a osobnosti pro Evropu“ (tj. STAN, SLK a nezávislí). Jejími prioritami na evropské úrovni byly zejména svoboda médií, podpora kreativního kulturního průmyslu a akcelerace programů pro vzdělání Erasmus+. Ve volbách získala 7 211 preferenčních hlasů a skončila jako druhá náhradnice.
Dne 17. května byla na XIV. Republikovém sněmu hnutí STAN zvolena členkou předsednictva hnutí.

## Dílo
- BRUCHÁČKOVÁ ZÁVODNÁ, Vladimíra; KORLAAR, Petra; ANTAL, Eduard. Eduard Antal. 1. vyd. Mikulov: Galerie Závodný, 2018. 109 s. ISBN 978-80-907067-1-2.
- DAVID, Jiří; JANDOVÁ, Kristýna; KIRSCH, Otakar, KORLAAR, Petra; MATUSZKOVÁ, Jitka et al. Lexikon času minulého: současnost jihomoravských památek.. 1. vyd. Mikulov: Regionální muzeum v Mikulově, 2021. ISBN 978-80-85088-56-4.